# Polysyncraton multipapilla
Polysyncraton multipapilla är en sjöpungsart som beskrevs av Monniot 1993. Polysyncraton multipapilla ingår i släktet Polysyncraton och familjen Didemnidae. Inga underarter finns listade i Catalogue of Life.